# Grupa w Składzie
Grupa w Składzie – polski zespół muzyczny założony w 1972 roku w Ożarowie Mazowieckim. Legenda polskiej muzyki awangardowej. Grupa w Składzie grała różnorodną muzykę, opierającą się głównie na improwizacji, tzw. intuicyjną, eksperymentalną. Nawiązywała do twórczości takich tuzów awangardy jak: John Cage, Karlheinz Stockhausen, czy grupa Fluxus.

## Historia
Zespół powstał na przełomie 60/70 lat XX wieku w Ożarowie Mazowieckim. Podstawowy skład zespołu tworzyli: Milo Kurtis (fagot, kontrabas, keyboard i buzuki), Jacek „Krokodyl” Malicki (gitara, flet bambusowy, talerze) i Andrzej Kasprzyk (saksofon i flet). Z grupą współpracowali: Andrzej „Amok” Turczynowicz (gitara), Witold Popiel, Andrzej Przybielski (trąbka) i wielu innych.
Koncerty Grupy w Składzie odbywały się w warszawskim klubie studenckim na Krakowskim Przedmieściu Sigma. Tam też zespół współpracował z artystami konceptualnymi – m.in. Zofią Kulik, Pawłem Freizlerem, Przemysławem Kwiekiem czy Jerzym Kaliną. Poza tym uczestniczył w szeregu działań i praktyk artystycznych, takich jak: „I Czyszczenie Sztuki”, „Osiągnięcia awangardy a sztuka polityczna”, „Zjazd marzycieli”, „Papierowy prorok”. Był rezydentem kilku przestrzeni artystycznych oprócz Sigmy także Repassage i Galerii El w Elblągu.
Muzycy wystąpili na Warszawskiej Jesieni oraz wrocławskim Festiwalu Jazzowym Jazz nad Odrą. W 1972 roku w kategorii otwartej otrzymali wyróżnienie na Festiwalu Młodzieżowej Muzyki Współczesnej w Kaliszu a w 1973 wywalczyli tam pierwszą nagrodę. Grupa zawiesiła działalność w 1975 roku, lecz muzyka zespołu powróciła na polskie sceny dzięki generacji młodych jazzmanów – dzisiaj określa się ją jako jass.

W 2008 roku zespół reaktywował się w składzie: Jacek Malicki, Milo Kurtis i Witold Popiel. Pierwszy koncert po latach dał 3 grudnia w Centrum Sztuki Współczesnej w Warszawie, przy okazji prapremiery filmu dokumentalnego Irka Dobrowolskiego Spalony – film o artyście Jacku Wilewskim. 20 grudnia 2013 w Muzeum Sztuki Nowoczesnej odbył się koncert połączony z promocją pierwszego w dyskografii grupy albumu na który składał się sześćdziesięciominutowy zapis występu na Festiwalu Młodzieżowej Muzyki Współczesnej, miks nagrań połączony z utrwalonym zapisem performance Janusza Bałdygi, Łukasza Szajny i Jerzego Onucha oraz jedna nowa kompozycja. Płytę wydało Stowarzyszenie Inicjatyw Twórczych „Trzecia Fala”.

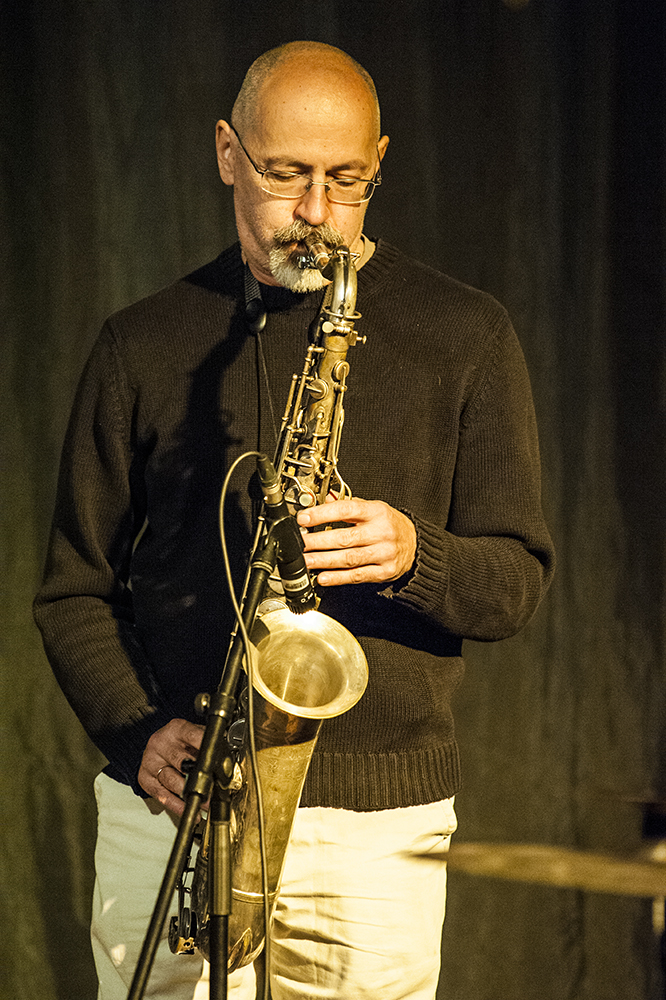
Andrzej Kasprzyk - Happening muzyczny Grupa w Składzie w Galerii Freta 39 w Warszawie, październik 2012.
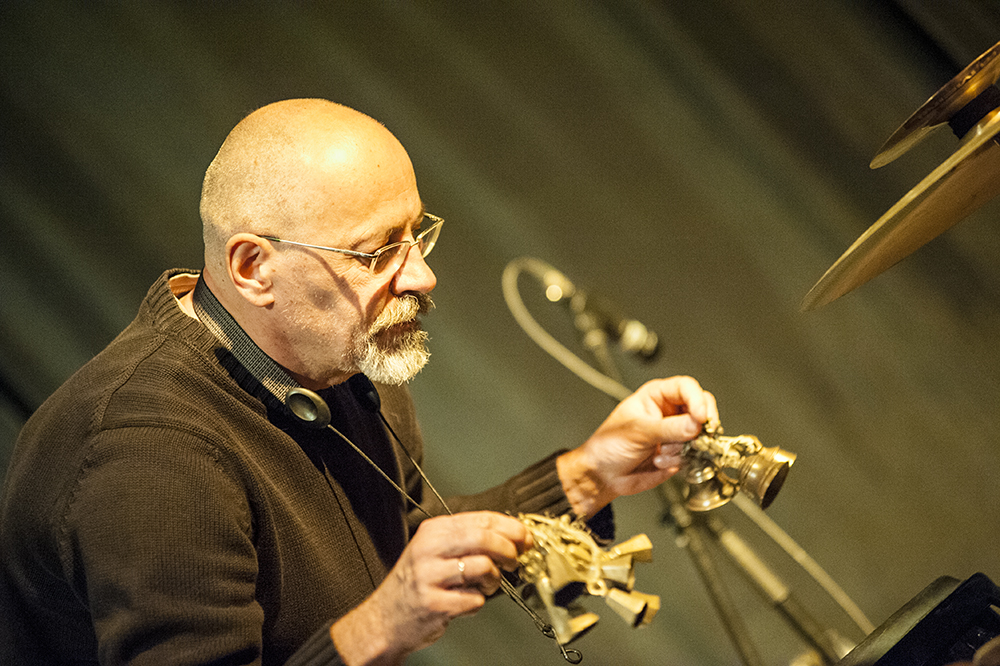
Andrzej Kasprzyk - Happening muzyczny Grupa w Składzie w Galerii Freta 39 w Warszawie, październik 2012.
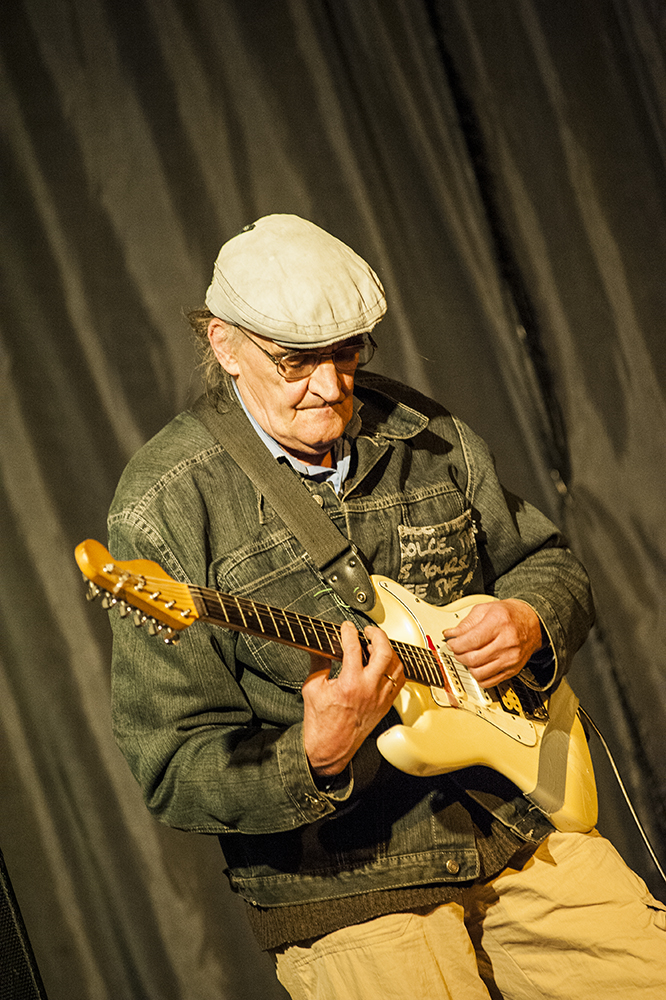
Jacek Malicki - Happening muzyczny Grupa w Składzie w Galerii Freta 39 w Warszawie, październik 2012.
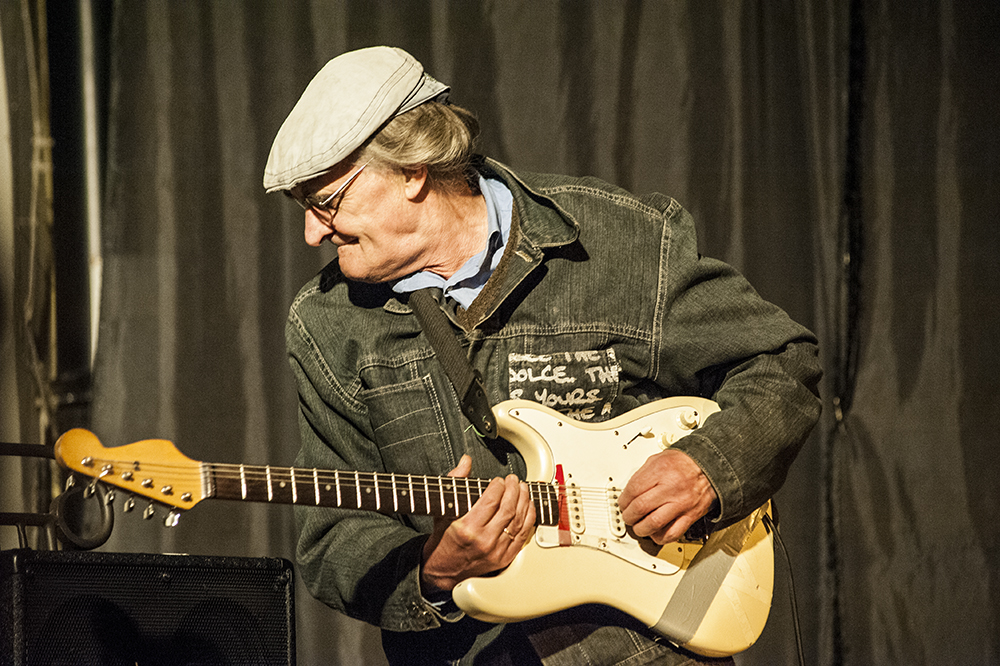
Jacek Malicki - Happening muzyczny Grupa w Składzie w Galerii Freta 39 w Warszawie, październik 2012.
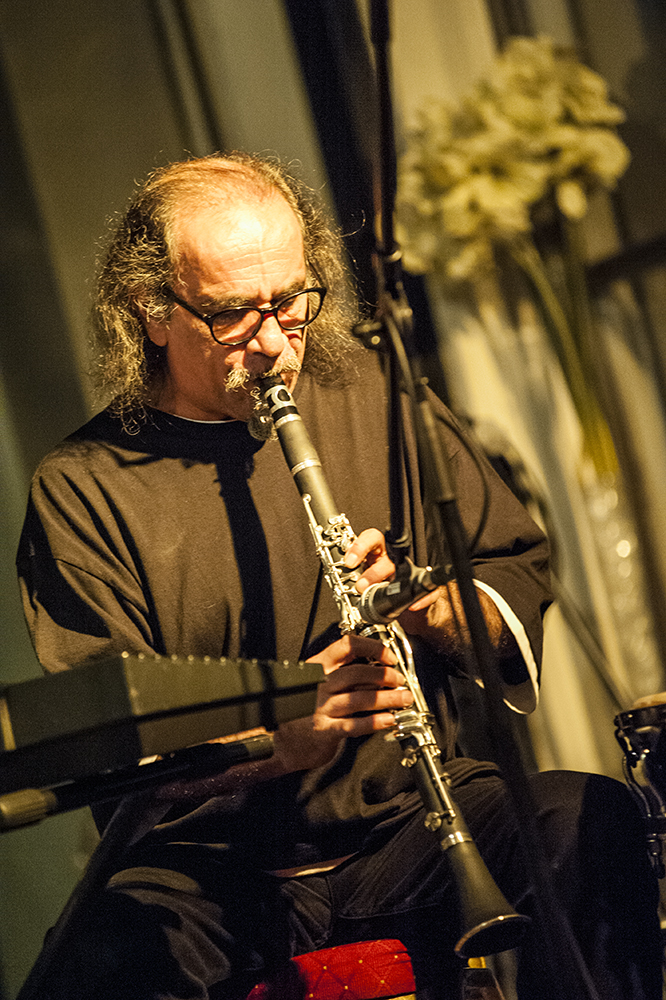
Milo Kurtis - Happening muzyczny Grupa w Składzie w Galerii Freta 39 w Warszawie, październik 2012.
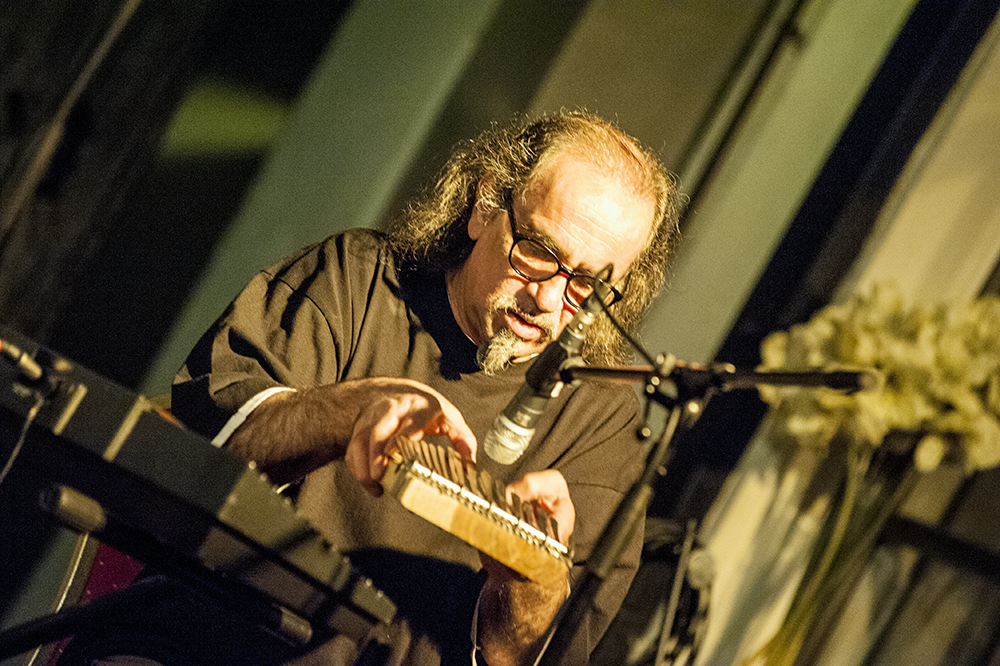
Milo Kurtis - Happening muzyczny Grupa w Składzie w Galerii Freta 39 w Warszawie, październik 2012.